# Luis Barahona de Soto
Luis Barahona de Soto (Lucena, 1548 - Archidona, 5 de noviembre de 1595) fue un poeta español de la segunda fase del Renacimiento.

## Biografía
De familia noble venida a menos procedente de Burgos, el poeta lucentino fue discípulo del humanista Juan de Vilches en Antequera y después marchó a estudiar Medicina a Granada intermitentemente entre 1568 y 1573. Allí frecuentó la tertulia de Alonso de Granada Venegas y conoció en persona a los poetas Hernando de Acuña, Diego Hurtado de Mendoza, Pedro de Padilla y Gregorio Silvestre, además de Gaspar de Baeza, el humanista negro Juan Latino y Gonzalo Mateo de Berrío. Fue especialmente estrecha la amistad que lo unió al poeta Gregorio Silvestre: a su muerte incluyó un sentido elogio en la más compleja y elaborada de sus églogas, la de Pilar y Damón. 
Acaso estuvo en el ejército real luchando en la Rebelión de las Alpujarras contra los moriscos, pero después de la muerte de su querido amigo Gregorio Silvestre marchó a Osuna, donde frecuentó la academia de Cristóbal de Sandoval y conoció al poeta Francisco de Medina, quien lo introdujo en los cenáculos literarios y humanísticos sevillanos. En Sevilla conoció a Fernando de Herrera, Diego Girón y Gonzalo Argote de Molina, entre otros. Participó en las Anotaciones a Garcilaso de Herrera con una "Elegía a la muerte de Garcilaso" y sintió su influjo; está desacreditada la teoría de que discutiera con él por su lenguaje artificioso en el soneto burlesco Contra un poeta que usaba mucho de estas voces en su poesía, que no es suyo ni va dirigido contra el sevillano.
Desde 1581 hasta su muerte ejerció como médico en Archidona a la sombra del duque de Osuna; desde ahí hizo un viaje a Madrid y algunos otros para visitar a sus amigos poetas de Antequera y Granada; en Archidona matrimonió con la joven viuda Isabel Sarmiento (1582), que le dio dos hijas que no llegaron a la edad adulta; esta primera esposa falleció en 1587, cuando ya hacía años que el poeta era regidor de la villa. Acumuló por entonces una regular fortuna y una escogida biblioteca de casi seiscientos volúmenes. En este período de su existencia escribió sus Diálogos de la Montería, una joya de la literatura cinegética que no se publicó hasta 1890 sin indicación de autor. En 1591 tomó nueva esposa en doña Mariana de Navas, joven y culta. Por esas mismas fechas es nombrado teniente de corregidor, cargo que desempeñará hasta su repentina muerte el 5 de noviembre de 1595. Fue enterrado al siguiente día en una bóveda de la parroquia de Santa Ana de Archidona.

## Obra
Salvo algunas composiciones preliminares para libros de otros, sus poesías líricas, que tenía preparadas para la imprenta, no vieron la luz en vida del autor. Algunas fueron publicadas por Pedro Espinosa en sus Flores de poetas ilustres, por Sedano en su Parnaso español y por Adolfo de Castro en la Biblioteca de Autores Españoles, pero en su totalidad no aparecen hasta que las editó Francisco Rodríguez Marín como apéndice de su Luis Barahona de Soto. Estudio biográfico, bibliográfico y crítico, Madrid, 1903. Recientemente se ha publicado el códice que recoge la mayor parte de su producción poética; se trata de las Flores de Poetas de Juan Antonio Calderón. Año 1611. Transcripción del manuscrito llamado Segunda Parte de las Flores de Poetas Ilustres de España. Edición y notas de Jesús M. Morata y Juan de Dios Luque. Granada lingvistica. Granada, 2009. ISBN 978-84-92483-89-1.
La lírica de Luis Barahona de Soto está dentro de la italianizante escuela garcilasiana, pero puede considerarse ya manierista. Se halla entre el preciosismo descriptivo y paisajístico de la escuela poética antequerano-granadina y el énfasis solemne y moral de la escuela sevillana. Sus versos juveniles, como las Lamentaciones y las Libertades de amor, poseen claras influencias de Gregorio Silvestre. Destacó dentro de la poesía épica con Primera parte de la Angélica (Granada, 1586), largo poema en octavas reales de sobresalientes descripciones basado en un episodio del Orlando Furioso de Ludovico Ariosto (los amores de Angélica y Medoro), si bien el autor intercala otros muchos asuntos. Dicha obra mereció las alabanzas de Félix Lope de Vega y Miguel de Cervantes, quien en el escrutinio de la biblioteca de Don Quijote dijo de él sinceramente que era "uno de los famosos poetas del mundo, no sólo de España". Como lírico, sin embargo, no les va en zaga y usó el arte mayor italianizante y el menor tradicional castellano. Destacan en especial sus paráfrasis de Ovidio en octosílabos (Fábula de Vertumno y Fábula de Acteón), dos elegías, A la muerte del rey don Sebastián, fechado hacia 1578 y donde narra la funesta batalla de Alcazarquivir, y A la muerte de Garcilaso y la égloga funeral a doña María Manrique, y otras dos églogas en que llora la muerte de Gregorio Silvestre, acaecida en 1569. Pero seguramente la más hermosa es la bella Égloga de las hamadríades, cuya pompa cromática y lujo sensorial anuncia el de la escuela prebarroca de los poetas antequerano-granadinos. En prosa redactó los Diálogos de la montería, uno de los muchos libros de caza españoles. Leandro Fernández de Moratín lo sitúa entre los buenos escritores, seguidores de Apolo, que hacen frente a los "pedantes".